# Rußbach am Paß Gschütt
Rußbach am Paß Gschütt je obec v Rakousku ve spolkové zemi Salcbursko v okrese Hallein.
Rußbach leží v Rußbachtalu v nadmořské výšce 813 m n. m., součásti Lammertalu pod průsmykem Paß Gschütt, od kterého také obec odvozuje svůj název. Nad obcí leží hora Gamsfeld (2027 m n. m.).
V obci žilo k 1. 1. 2012 784 obyvatel. Rußbachem prochází rakouská silnice I. třídy B 166 (Paß Gschütt Straße), směřující průsmykem do Gosau. V obci se též nachází katolický farní kostel sv. Kříže.
Starostou je Josef Grasl z ÖVP, zastupitelstvo pak tvoří 7 zástupců ÖVP a 2 zástupci SPÖ.
Rußbach je jedno z výchozích míst lyžařského střediska Dachstein West.